# Utricularia subg. Polypompholyx
Utricularia subg. Polypompholyx es un subgénero perteneciente al género Utricularia.

## Secciones
Pleiochasia

Polypompholyx

Tridentaria
- Datos: Q1003243